# Балкудук
Балкудук (каз. Балқұдық) — село в Курмангазинском районе Атырауской области Казахстана. Административный центр Азгирского сельского округа. Находится примерно в 187 км к северо-западу от села Ганюшкино около российско-казахстанской границы. Код КАТО — 234633100.

## Население
В 1999 году население села составляло 2094 человека (1027 мужчин и 1067 женщин). По данным переписи 2009 года в селе проживало 1899 человек (920 мужчин и 979 женщин).